# ヴェンツェル・コーベルヘル
ヴェンツェル・コーベルヘルまたはウェンツェスラス・コーベルヘル（Wenzel CoebergherまたはWenceslas Cobergher、 Vincenzo Coebberger とも、1557年 か1561年の生まれ、 1634年11月23日に没）は、フランドルの画家、建築家。技術者である。画家、建築家としてスペイン領ネーデルラントの宮廷に仕え始めたが、技術者として湿地の干拓事業や運河の建設に功績をあげた。

## 略歴
アントウェルペンで生まれた。1573年からアントウェルペンの画家マールテン・デ・フォス(1532-1603)に絵を学んだ。1579年にはパリを経てイタリアに移っているが、デ・フォスの娘との恋愛がうまくいかなかったのが理由とする伝説もある。イタリアではローマやナポリで働き、ナポリでは建築家として働き始めた。フランドル出身の画家、ヤコブ・フランカールト(Jacob Franckaert: 1550/1551–1601)と働きその娘と結婚した。
建築家としての名声を得て、アントウェルペンに戻り、1605年にスペイン領ネーデルラント君主のアルブレヒト・フォン・エスターライヒに宮廷の技術者、建築家として雇われ、ブリュッセルなどで働いた。 カトリック信者で共同統治者のイサベル・クララ・エウヘニアのために多くの宗教施設の建設に携わった。画家としていくつかの祭壇画も描いた。
コーベルヘルの業績として有名な現在のフランスとベルギーの国境地域の湿地の干拓事業は1619年から1925年の6年をかけて行われた。この功績で宮廷から土地と領主権を与えられた。
運河の建設や、イタリアで生まれた、公営質屋（モンテ・ディ・ピエタ）の制度をフランドル地域に普及させるのにも貢献した。
1634年にブリュッセルで亡くなった。

## 絵画作品

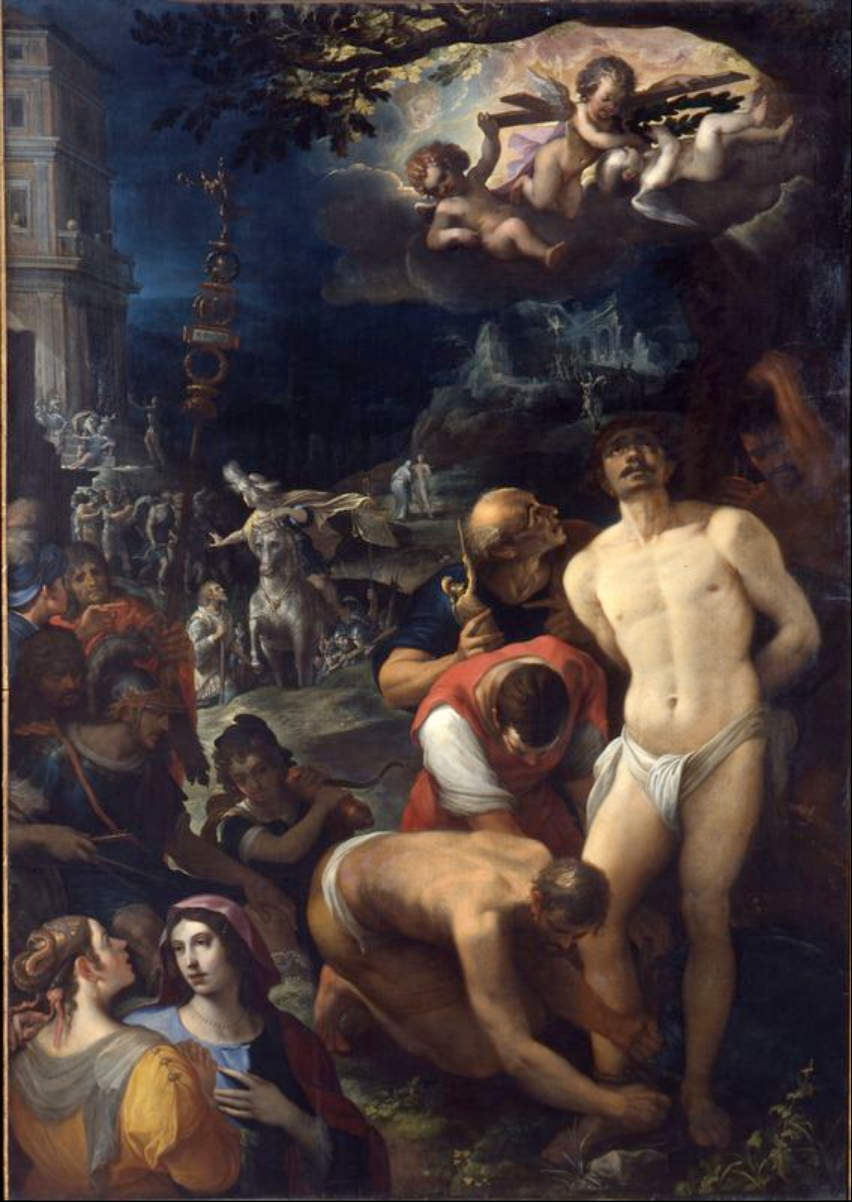
聖セバスティアンの処刑の準備 (1599) ナンシー美術館
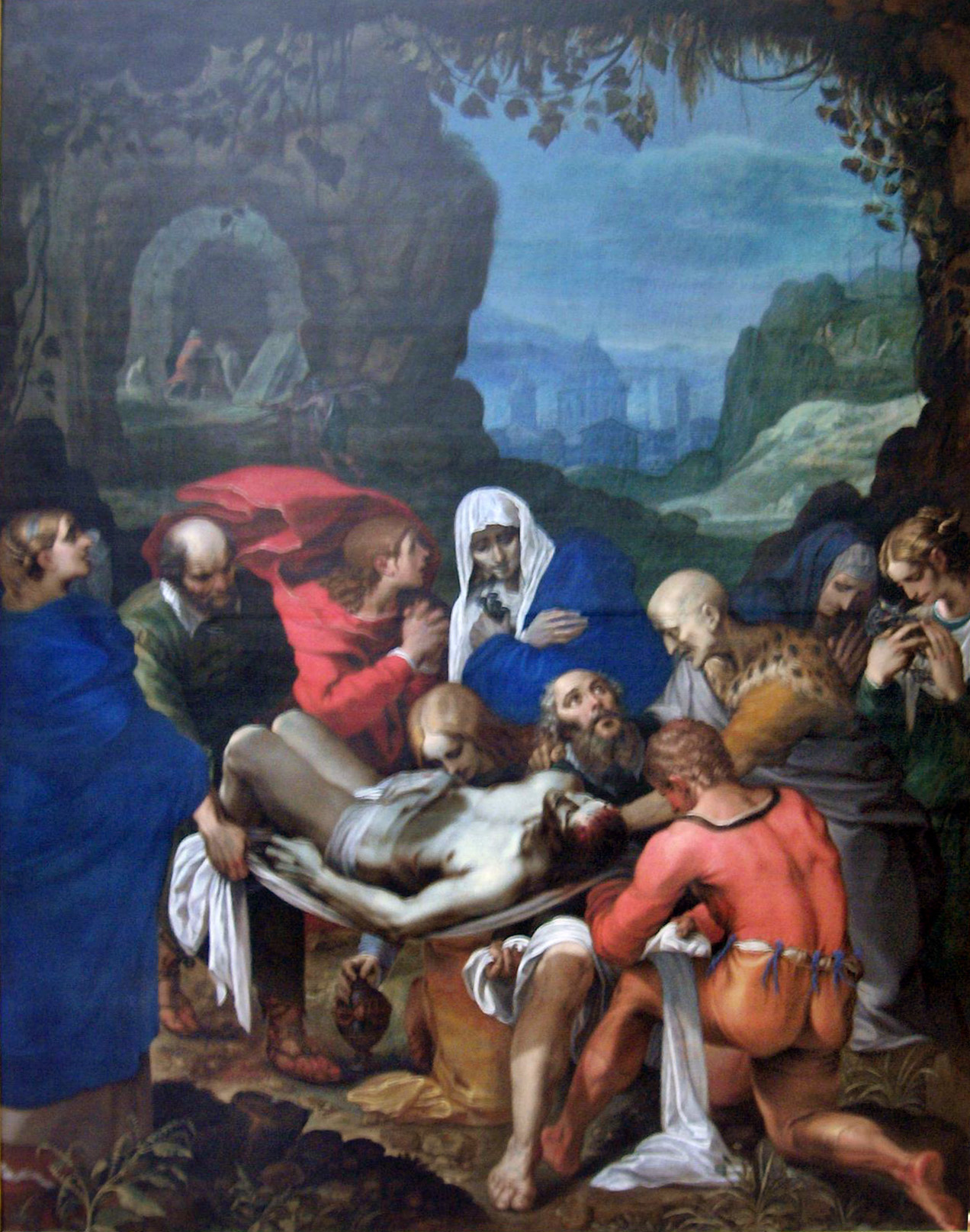
キリストの埋葬 (1605) ベルギー王立美術館
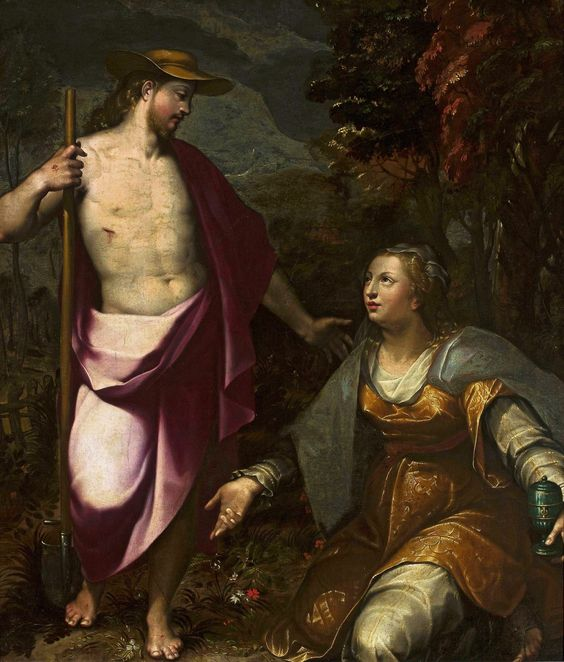
マグダラのマリアと庭師としてのキリスト ワルシャワ国立美術館
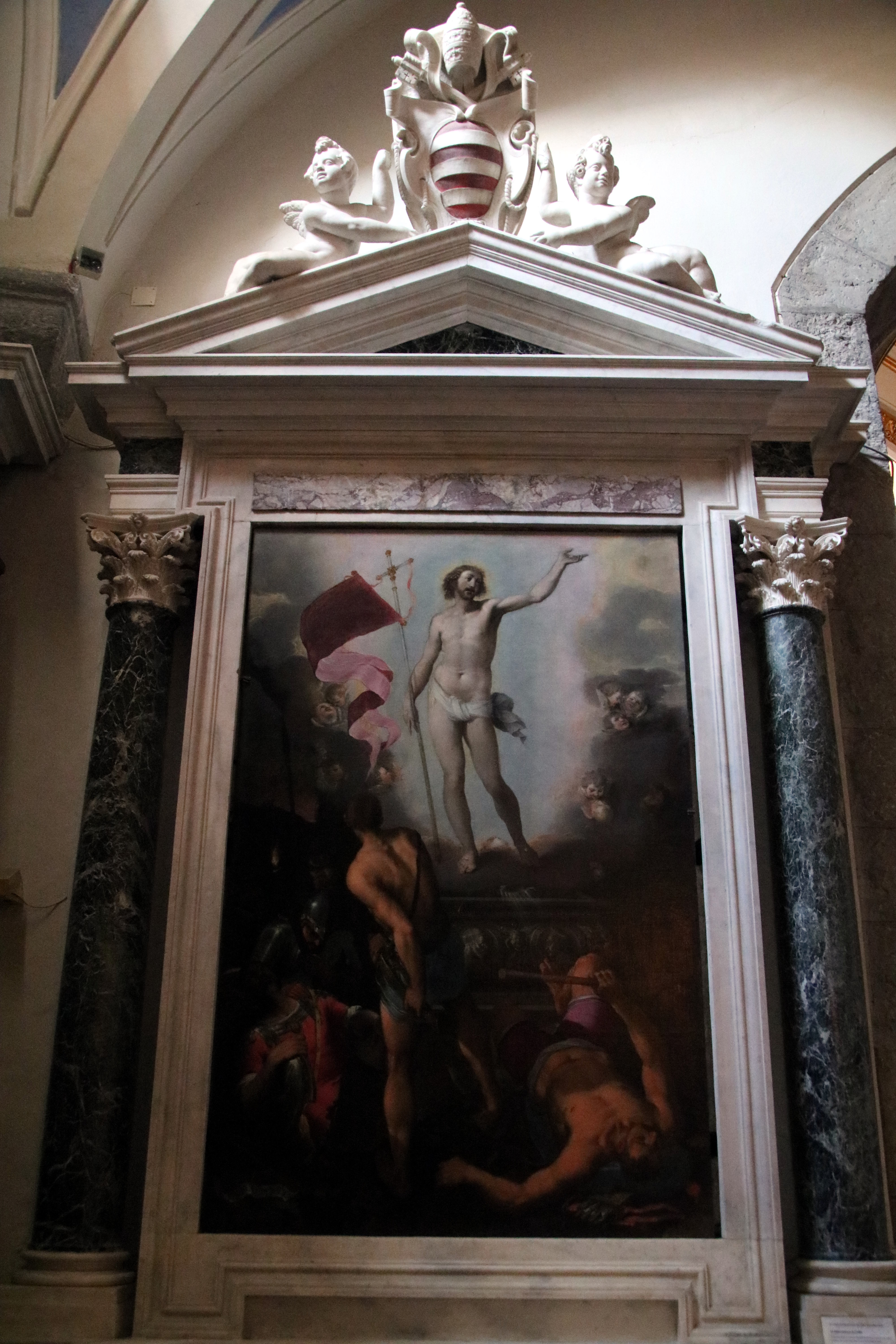
キリストの復活、(1588) ナポリのサン・ドメニコ・マッジョーレ大聖堂の礼拝堂